# عملية درع الفرات
عملية درع الفرات (بالتركية: Fırat Kalkanı Harekâtı)‏، كانت عملية عبر الحدود من قبل الجيش التركي وجماعات المعارضة السورية المتحالفة مع تركيا في الحرب الأهلية السورية، مما أدى إلى الاحتلال التركي لشمال سوريا. ونفذت عمليات في المنطقة الواقعة بين نهر الفرات إلى الشرق والمنطقة التي يسيطر عليها المتمردون حول أعزاز إلى الغرب. وقد حارب الجيش التركي وجماعات المعارضة السورية المتحالفة مع تركيا، التي استخدم بعضها علامة الجيش السوري الحر، ضد قوات الدولة الإسلامية في العراق والشام (داعش) وضد قوات سوريا الديمقراطية من 24 أغسطس 2016. وفي 29 مارس 2017، أعلن الجيش التركي رسميا أن عملية «درع الفرات» قد تمت «بنجاح».
قال الرئيس التركي رجب طيب أردوغان في اليوم الأول من العملية إن الهدف منها هو داعش و«الجماعات الكردية السورية الإرهابية التي تهدد بلدنا في شمال سوريا». وكان الهدف من السيطرة على منبج، تحت السيطرة الفعلية لإدارة روجافا، والذي أعلنه الرئيس التركي في نهاية فبراير 2017، لم يتحقق بعد.

## معلومات أساسية
شمال محافظة حلب هي منطقة ذات أهمية إستراتيجية كبيرة في الحرب الأهلية السورية، التي كانت في السابق في الغالب تسيطر عليها الدولة الإسلامية في العراق والشام. وبالنسبة لتنظيم الدولة الإسلامية في العراق والشام، كانت البوابة الوحيدة له على الحدود التركية. وبالنسبة لقوات سوريا الديمقراطية، فإن منطقة الشهباء بين نهر الفرات إلى الشرق وجبال الأكراد إلى الغرب هي الحلقة المفقودة لربط مقاطعات فدرالية شمال سوريا. بالنسبة لتركيا فإنها الطريق إلى نفوذها في سوريا. وقد تم تحديد المرحلة لهجوم جرابلس من قبل هجوم منبج السابق في الفترة من يونيو–أغسطس، الذي شهد استيلاء قوات سوريا الديمقراطية على مدينة منبج ومحيطها من تنظيم الدولة الإسلامية في العراق والشام وفي أعقابها إلى الشمال. وفي الوقت نفسه، قاتل المتمردون السوريون المدعومون من تركيا معركة الراعي للاقتراب من جرابلس من الغرب.
وفقا لمقالة نشرت في صحيفة الإندبندنت، فإن الأهداف التركية تتمثل في استهداف تنظيم الدولة الإسلامية، وتوجيه ضربة إلى القوة السياسية والعسكرية لحزب الاتحاد الديمقراطي، وتعزيز موقفه المتوقع للتحول نحو مزيد من الحرب أو السلام. وقال وزير الدفاع التركي فكري إيشيك إن «منع حزب الاتحاد الديمقراطي الكردي من توحيد كانتونات كردية» شرق جرابلس مع تلك المناطق الغربية يمثل أولوية. في أنقرة قال الرئيس التركي رجب طيب أردوغان: «في الرابعة صباحا بدأت العمليات في شمال سوريا ضد الجماعات الإرهابية التي تهدد باستمرار بلادنا».
قبل العملية، كانت قوات سوريا الديمقراطية، بما فيها وحدات حماية الشعب، تتقدم على جرابلس بعد انتصارها العسكري على الدولة الإسلامية في منبج. وتقع كل من منبج وجرابلس غرب نهر الفرات، ولكن تركيا أرادت من قوات وحدات حماية الشعب العودة إلى شرق النهر بعد الانتهاء من عملية منبج التابعة لقوات سوريا الديمقراطية.
تصرف تركيا رمى بجيشها ضد قوة تدعمها حليفتها في حلف شمال الأطلسي، الولايات المتحدة. وقد كانت هذا أول مرة التي تضرب فيها طائرات حربية تركية في سوريا منذ نوفمبر 2015 عندما أسقطت تركيا طائرة حربية روسية وأول توغل كبير للقوات الخاصة التركية منذ عملية قصيرة لنقل ضريح سليمان شاه في فبراير 2015.
زعمت مصادر موالية لقوات سوريا الديمقراطية أن تركيا لديها «اتفاق مع الدولة الإسلامية» لإنقاذه في جرابلس من هجوم قوات سوريا الديمقراطية. ووفقا لما أفادت به حريت ديلي نيوز، فإن هذا الادعاء يؤمن به «كثيرون» في واشنطن وتركيا، كما أنه قد يسبب مشاكل خطيرة بالنسبة لأنقرة.
طالب رجل الدين السني عبد الرزاق المهدي تركيا بالتدخل في سوريا ومحاربة الأكراد وداعش، كما أذن للجماعات الإسلامية في سوريا بالتحالف مع تركيا.

## الاستعدادات
أفادت التقارير بأن تركيا أعدت خططا من أجل التدخل قبل أكثر من عام. في 9 مايو 2016، وردت تقارير باقتراح من الولايات المتحدة وتركيا والسعودية وقطر بإنشاء حركة نور الدين الزيكي «جيش الشمال» لجمع أكثر من 3 آلاف مقاتل لهذه العملية. وتمثلت المرحلة التالية في نقل المقاتلين من إدلب إلى شمال حلب من خلال معبر باب الهوى الحدودي ومعبر أعزاز الحدودي. وأفادت التقارير أن ذلك قد بدأ في 13 مايو. ولكن الخطة تأجلت بسبب شكوك مسؤولين أمريكيين حول قدرات قوات المتمردين السوريين الذي جندتهم تركيا للقتال مع جيشها والمعارضة من قوات سوريا الديمقراطية المدعومة من الولايات المتحدة والخلاف بين تركيا وروسيا الذي لم يتم حله إلا في أوائل أغسطس 2016.
في 20 أغسطس 2016، تم نقل عدد كبير من المتمردين وقافلة عسكرية تحتوي على أكثر من 50 مركبة محملة بأسلحة ثقيلة ومتوسطة من الراعي إلى الحدود التركية مع جرابلس. وفي 22 أغسطس، أطلقت القوات البرية التركية 60 قذيفة مدفعية على مواقع لداعش في جرابلس ردا على تفجير غازي عنتاب وقذيفتي هاون أطلقها داعش على بلدة كاركاميش المتاخمة لجرابلس، بينما قصفت في نفس الوقت مواقع مجلس منبج العسكري جنوبا للحيلولة دون تقدمه إلى الشمال. وتم في وقت قريب إجلاء كاركاميش واخلاؤها من سكانها. واستمرت تركيا في قصف مواقع داعش في جرابلس بعد أن ضربت قذيفتي هاون كاركاميش وثلاثة قذائف كلس. وفي 23 أغسطس، قصفت تركيا أراضي الدولة الإسلامية في شمال سوريا مرة أخرى. ورد داعش بإطلاق صواريخ على تركيا.